# Yakokse
En yak eller yakokse (Bos grunniens) er en okse med langhåret sort eller brun pels. Yakoksen lever i Centralasien, Tibet og nogle steder i Indien. Den kan klare temperaturer helt ned til -40 grader celsius.
Vilde yakokser kan have en højde på ca. 2 m over skuldrene og en vægt op til 1000 kg, mens de tamme kun er omkring det halve i højde.
Yakokser bruges som ride- og lastdyr i Tibet.

## Eksterne links
- Wikimedia Commons har flere filer relateret til Yakokse